# 프란체스코 가바니

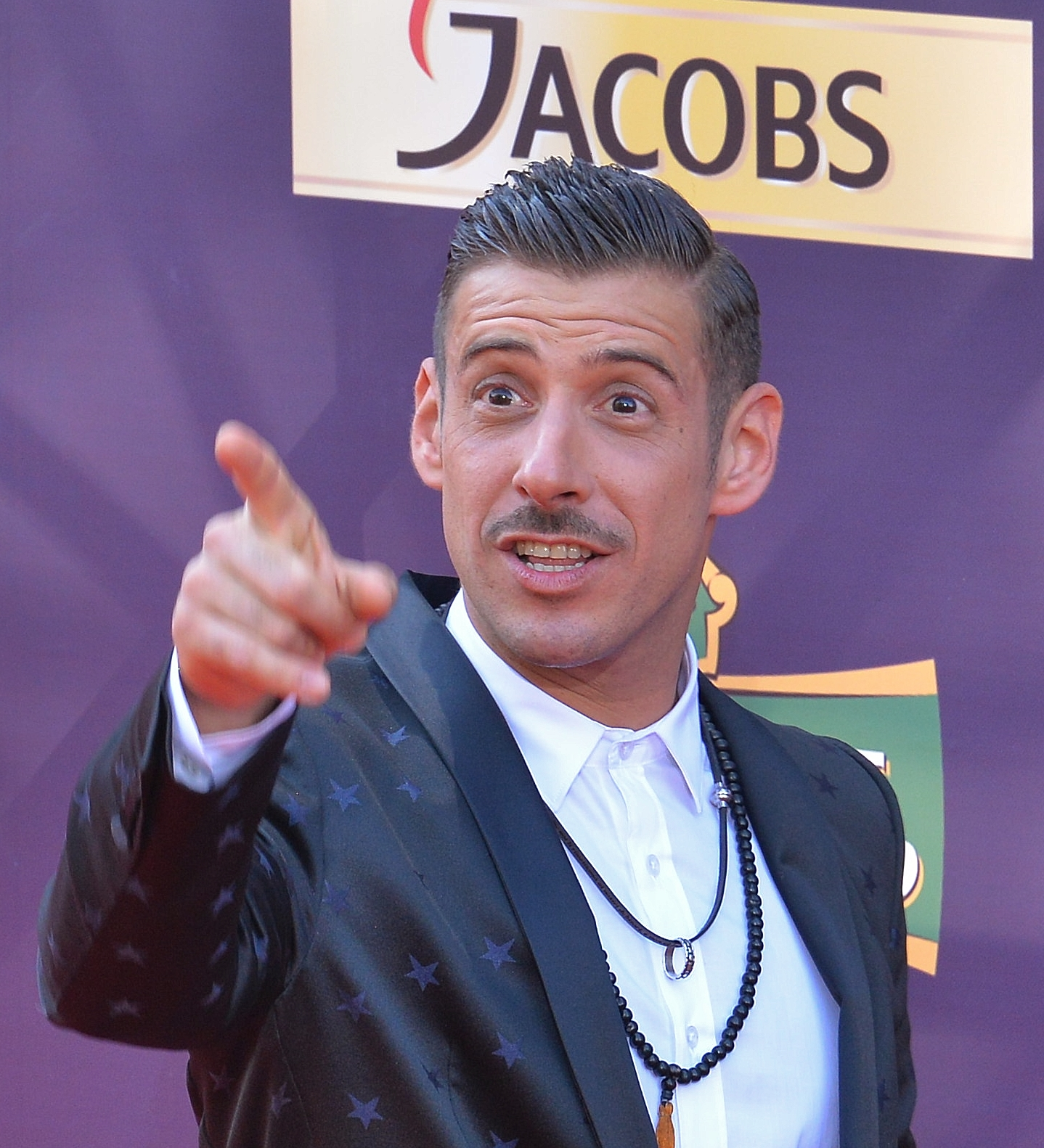
2017년 모습

프란체스코 가바니(Francesco Gabbani, 1982년 9월 9일 ~ )는 이탈리아의 싱어송라이터이자 다중 악기 연주자이다. 산레모 뮤직 페스티벌 2016의 신인 부문에서 노래 Amen을 통해 유명해졌다.

## 디스코그래피
- Greitist Iz (2014)
- Eternamente ora (2016)
- Magellano (2017)
- Viceversa (2020)